# Analleucosma uelensis
Analleucosma uelensis är en skalbaggsart som beskrevs av Louis Burgeon 1932. Analleucosma uelensis ingår i släktet Analleucosma och familjen Cetoniidae. Inga underarter finns listade i Catalogue of Life.